# Cantonul Brest-Kerichen
Cantonul Brest-Kerichen este un canton din arondismentul Brest, departamentul Finistère, regiunea Bretania, Franța.